# Bodiluddelingen 1973
Bodiluddelingen 1973 blev afholdt i 1973 i Kinopalæet i København og markerede den 26. gang at Bodilprisen blev uddelt. Uddelingens vært var Henrik Moe.
Bodilprisen fejrede sit 25 års jubilæum, hvor Hans Kristensens Flugten blev aftenens store vinder med to priser; for bedste danske film og for bedste mandlige hovedrolle til Ole Ernst. Efter en tre-årig pause blev der atter uddelt en pris for bedste kvindelige birolle, som gik til Lone Lindorff for Man sku' være noget ved musikken (sidst prisen blev uddelt var i 1969).

## Vindere
| Bedste mandlige hovedrolle   | Bedste kvindelige hovedrolle                         |
| ---------------------------- | ---------------------------------------------------- |
| - Ole Ernst for Flugten      | - Lotte Tarp for Farlige kys                         |
| Bedste mandlige birolle      | Bedste kvindelige birolle                            |
| - ikke uddelt                | - Lone Lindorff for Man sku’ være noget ved musikken |
| Bedste danske film           | Bedste ikke-europæiske film                          |
| - Flugten af Hans Kristensen | - Cabaret af Bob Fosse                               |
| Bedste europæiske film       | Bedste dokumentarfilm                                |
| - Nybyggerne af Jan Troell   | - ikke uddelt                                        |